# Tribunal Superior de Justicia de Cataluña
El Tribunal Superior de Justicia de Cataluña (en catalán: Tribunal Superior de Justícia de Catalunya, abreviado TSJC) es el máximo órgano del poder judicial en la comunidad autónoma española de Cataluña. Tiene su sede en Barcelona.

## Historia
Su antecedente más directo fueron las antiguas Audiencias Territoriales nacidas en 1812. El actual Tribunal Superior de Justicia de Cataluña fue creado en 1985 a partir del artículo 26 de la Ley Orgánica del Poder Judicial, constituyéndose el 23 de mayo de 1989.

## Competencias
El Tribunal Superior de Justicia de Cataluña es el órgano jurisdiccional en que culmina la organización judicial en Cataluña y es competente para conocer de los recursos y de los procedimientos en los distintos órdenes jurisdiccionales. 
Tras la entrada en vigor del nuevo Estatuto de autonomía de 2006 se convirtió en la última instancia jurisdiccional de todos los procesos iniciados en Cataluña, sin perjuicio de la competencia reservada al Tribunal Supremo de España para la unificación de doctrina. Sin embargo, tras una sentencia de 2010 del Tribunal Constitucional, este reinterpretó el artículo del Estatuto que regulaba la función judicial, en tanto en cuanto a través del mismo no se limite la función del Tribunal Supremo en relación con la unificación de doctrina.

## Organización
El alto tribunal catalán se divide actualmente en cuatro órganos:
- Sala de Gobierno
- Sala de lo Civil y Penal
- Sala de lo Contencioso-Administrativo
- Sala de lo Social

## Sede
El TSJC tiene su sede en el Palacio de Justicia de Barcelona situado en la ciudad condal.

## Presidencia
El actual presidente del Tribunal Superior de Justicia de Cataluña es, desde 2025, Mercedes Caso Señal.
El Tribunal Superior de Justicia de Cataluña ha tenido los siguientes presidentes a lo largo de su historia:
| Presidentes del Tribunal Superior de Justicia de Cataluña | Presidentes del Tribunal Superior de Justicia de Cataluña | Presidentes del Tribunal Superior de Justicia de Cataluña | Presidentes del Tribunal Superior de Justicia de Cataluña |
| --------------------------------------------------------- | --------------------------------------------------------- | --------------------------------------------------------- | --------------------------------------------------------- |
| Periodo                                                   | Presidente                                                |                                                           |                                                           |
| 1989-1994                                                 | José Antonio Somalo Giménez                               |                                                           |                                                           |
| 1994-2004                                                 | Guillem Vidal Andreu                                      |                                                           |                                                           |
| 2004-2010                                                 | Maria Eugènia Alegret i Burgués                           |                                                           |                                                           |
| 2010-2016                                                 | Miguel Ángel Gimeno Jubero                                |                                                           |                                                           |
| 2016-2025                                                 | Jesús María Barrientos                                    |                                                           |                                                           |
| 2025-actualmente                                          | Mercedes Caso Señal                                       |                                                           |                                                           |
| Fuente:Tribunal Superior de Justicia de Cataluña          |                                                           |                                                           |                                                           |